# Essential Killing
Essential Killing è un film del 2010 diretto da Jerzy Skolimowski.
È stato presentato in concorso alla Mostra del cinema di Venezia, dove ha ricevuto il Leone d'argento - Gran premio della giuria e la Coppa Volpi per la migliore interpretazione maschile per Vincent Gallo.

## Trama
Un combattente mediorientale, forse afgano, dopo aver ucciso in un'imboscata tre americani impegnati una missione segreta condotta in un'impervia zona desertica con il supporto di un elicottero, viene inseguito, stordito e catturato. Sottoposto a torture ed a un trattamento energico per "farlo parlare" non dirà una parola. Viene poi trasferito attraverso una zona boscosa nella morsa del gelo, forse in Polonia. Nel trasporto notturno verso un altro carcere segreto, per evitare dei cinghiali sbucati all'improvviso il mezzo su cui si trova finisce fuori strada rovesciandosi, catapultandolo fuori dall'abitacolo.
L'uomo si procura un'arma, uccide due guardie carcerarie e ruba loro il mezzo di trasporto, dandosi alla fuga e dovendo sfidare non solo chi lo insegue per cielo e per terra, ma anche l'inospitale natura invernale. Disperato, ferito, e più volte sul punto di soccombere, l'uomo, uccidendo chi lo ostacola e cibandosi del poco che riesce a trovare (bacche, formiche, perfino il seno di una madre che allatta un pargolo), si trascina fino ad arrivare privo di sensi alla soglia di un'abitazione. Qui vive una donna sordomuta, che lo salva, lo protegge e lo accudisce, dandogli poi anche un cavallo per permettergli di proseguire la sua fuga. Mentre si scorgono i primi segni del disgelo primaverile, l'uomo, ferito e debilitato, vede più vicina la libertà ma forse ancor più vicina la morte.

## Produzione

### Regia
L'idea del film è venuta a Skolimowski dopo aver appreso che la CIA aveva trasportato dei terroristi mediorientali nell'aeroporto di Szymany, distante due chilometri da casa sua. Questo, unito all'esperienza di un incidente d'auto che, sbalzandolo fuoristrada l'aveva lasciato in balia della natura, ha contribuito a costruire l'idea centrale di questo film.
Skolimowski ha scelto di non inserire dialoghi e in particolare non fa pronunciare una sola parola al protagonista. L'identità dello stesso, così come di tutti gli altri protagonisti, non è mai esplicitata e i nomi sono tratti solo dai titoli di coda. Anche l'ambientazione è volutamente vaga e priva di riferimenti.

### Riprese
Le riprese sono state effettuate tra Polonia, Norvegia ed Israele, oltre che negli studi TVP di Varsavia.

## Riconoscimenti
- Mostra del cinema di Venezia 2010
  - Leone d'argento - Gran premio della giuria
  - Coppa Volpi per la migliore interpretazione maschile (Vincent Gallo)